# Archidiocèse de Florianópolis
L'archidiocèse de Florianópolis (en latin, Archidioecesis Florianopolitanus) est une circonscription ecclésiastique de l'Église catholique au Brésil.
Son siège se situe dans la ville de Florianópolis, capitale de l'État de Santa Catarina.

## Histoire
Le diocèse est créé le 19 mars 1908 par le pape Pie X. Il est alors suffragant de l'archidiocèse de Rio de Janeiro.
Il est élevé au rang d'archidiocèse en 1927, lors de la création de deux diocèses suffragants qui sont démembrés de son territoire, le diocèse de Joinville et le diocèse de Lages.

## Données
L'archidiocèse regroupe 64 paroisses qui s'étendent sur 30 municipalités autour de Florianópolis, sur le littoral atlantique de l'État de Santa Catarina. Il regroupe environ 1,4 million d'habitants.

## Liste des évêques puis archevêques de Florianópolis
1. João Batista Becker - 1908-1912
2. Joaquim Domingues de Oliveira - 1914-1967
3. Afonso Niehues - 1967-1991
4. Eusébio Oscar Scheid, S.C.J.  - 1991-2001
5. Murilo Sebastião Ramos Krieger, S.C.J. - 2002-2011
6. Wilson Tadeu Jönck, S.C.J. - depuis 2011